# Liste des universités pour femmes au Japon
Ceci est une liste d'universités pour femmes au Japon. Une université pour femmes est une institution d'enseignement supérieur où l'inscription est limitée aux femmes, dans le cas du Japon. La plupart sont des universités privées, quelques-unes reçoivent un financement du gouvernement de leur préfecture et deux reçoivent leur financement du gouvernement national, soient l'université pour femmes de Nara et l'université pour femmes d'Ochanomizu.
La liste indique aussi les établissements devenus mixtes. Les universités pour femmes contemporaines sont en caractères gras. Celles qui ont fermé leurs portes ou qui sont en transition vers la mixité sont en italiques.

## Aichi
- Université préfectorale d'Aichi, Nagakute (mixte depuis 1966)
- Aichi Gakusen University, Okazaki (mixte depuis 1987)
- Chukyo Women's University, Obu (mixte depuis1998)
- Kinjo Gakuin University, Nagoya
- Nagoya Women's University, Nagoya
- Ohkagakuen University, Toyota
- Sugiyama Jogakuen University, Nagoya

## Ehime
- Matsuyama Shinonome College, Matsuyama

## Fukuoka
- Chikushi Jogakuen University, Dazaifu
- Fukuoka Jo Gakuin University, Fukuoka
- Université pour femmes de Fukuoka, Fukuoka
- Kyushu Women's University, Kitakyūshū
- Seinan Jo Gakuin University, Kitakyūshū

## Gifu
- Gifu Women's University, Gifu
- Tokai Women's University, Kakamigahara

## Hiroshima
- Hiroshima Bunkyo Women's University, Asaminami
- Hiroshima Jogakuin University, Asakita
- Hiroshima Campus, Université préfectorale de Hiroshima, Minami (mixte depuis 1994)
- Yasuda Women's University, Asaminami
- Kure University, Kure

## Hyōgo
- Kobe College, Nishinomiya
- Kobe Kaisei College, Nada-ku
- Kobe Shinwa Women's University, Kita-ku
- Université pour femmes de Shoin, Nada-ku
- Kobe Pharmaceutical University, Higashinada (mixte depuis 1994)
- Kobe Women's University, Suma
- Kobe Yamate University, Chūō-ku (mixte depuis 2001)
- Konan Women's University, Higashinada
- Mukogawa Women's University, Nishinomiya
- Otemae University, Nishinomiya (mixte depuis 2000)
- Seiwa College, Nishinomiya (mixte depuis 1981)
- Sonoda Gakuen Women's University, Amagasaki

## Kagoshima
- Kagoshima Immaculate Heart University, Kagoshima

## Kanagawa
- Caritas Junior College, Aoba-ku
- Ferris University, Izumi-ku
- Kamakura Women's University, Kamakura
- Odawara Women's Junior College, Odawara
- Toyo Eiwa University, Midori-ku
- Sagami Women's University, Sagamihara
- Université Shōin, Atsugi (mixte depuis 2004)
- St. Cecilia Women's Junior College, Yamato

## Kōchi
- Université préfectorale de Kōchi, Kōchi (mixte depuis avril 2011)

## Kumamoto
- Université préfectorale de Kumamoto, Kumamoto (mixte depuis 1994)

## Kyoto
- Doshisha Women's College of Liberal Arts (affilié à l'Université Dōshisha), Kyōtanabe
- Kyoto Koka Women's University, Ukyō
- Kyoto Notre Dame University, Sakyō
- Kyoto Tachibana University, Yamashina (mixte depuis 2005)
- Université pour femmes de Kyoto, Higashiyama

## Nagano
- Seisen Jogakuin College, Nagano

## Nagasaki
- Kwassui Women's College, Nagasaki

## Nara
- Université pour femmes de Nara, Nara
- Tezukayama University, Nara (mixte depuis 1987)

## Okayama
- Mimasaka University, Tsuyama (mixte depuis 2003)
- Université Notre Dame Seishin, Okayama
- Shujitsu University, Okayama (mixte depuis 2003)

## Osaka
- Baika Women University, Ibaraki
- Heian Jogakuin (St. Agnes') University
- Kansai Medical University, Moriguchi (mixte depuis 1954)
- Moriguchi Campus of Osaka International University, Moriguchi (mixte depuis 2002)
- Osaka Jogakuin College, Osaka
- Daisen Campus, Université préfectorale d'Osaka, Sakai (mixte depuis 2005)
- Osaka Shoin Women's University, Higashiosaka
- Osaka Ohtani University, Tondabayashi (mixte depuis 2006)
- Senri Kinran University, Suita
- Shitennoji International Buddhist University, Habikino (mixte depuis 1981)
- Université Soai, Osaka (mixte depuis 1982)
- Tezukayama Gakuin University, Sakai (mixte depuis 2003)

## Saitama
- Rissho Women's University (maintenant Bunkyo University), Koshigaya (mixte depuis 1976)

## Tokushima
- Shikoku University, Tokushima (mixte depuis 1992)

## Tokyo
- Université pour femmes Keisen, Tama
- Université d'Atomi, Niiza
- Université pour femmes du Japon, Bunkyō Ward
- Université pour femmes Gakushūin,  Takadanobaba, arrondissement de Shinjuku
- Université pour femmes d'Ochanomizu, Bunkyō
- Tokyo Kaseigakuin—Tsukuba Women's University (maintenant Tsukuba Gakuin University), Tsukuba (mixte depuis 2005)
- Collège Tsuda, Kodaira

## Yamaguchi
- Baiko Gakuin University, Shimonoseki (mixte depuis 2001)
- Université préfectorale de Yamaguchi, Yamaguchi (mixte depuis 1996)